# Julian Bayer
Julian Bayer (* 25. November 1987 in München) ist ein deutscher Schauspieler und Synchronsprecher.

## Leben
Julian Bayer nahm von 2009 bis 2012 Schauspielunterricht in der Neuen Münchner Schauspielschule und beendete dort seine Ausbildung.
Im Anschluss war er in diversen Theaterproduktionen auf der Bühne zu sehen.
Unter anderem an der Komödie im Bayerischen Hof, dem  Alten Schauspielhaus Stuttgart , sowie den Kreuzgangspielen in Feuchtwangen.
Immer wieder spielte er in diversen Serien wie SOKO 5113, Unter Gaunern und Dahoam is Dahoam. In der RTL-Soap Unter uns hatte Bayer eine Episodenhauptrolle und wurde kurze Zeit später für die RTL-Seifenoper Alles was zählt  als Hauptrolle Leo Brück besetzt.
Nach seinem Engagement bei Alles was zählt war er in Produktionen wie Der Alte, Kommissarin Lucas, Die Chefin, Watzmann ermittelt, dem Bergdoktor und Kreuzfahrt ins Glück zu sehen. Bei Kreuzfahrt ins Glück sowie in dem Kurzfilm Das Leben in mir stand er gemeinsam mit seiner Frau, Judith Peres, vor der Kamera.
2022 strahlte die ARD den ersten Teil der Reihe Seeland, Ein Krimi vom Bodensee aus, in dem Julian Bayer als Hauptkommissar Achim Schatz, gemeinsam mit seiner Kollegin Elena Barin (Hayal Kaya) in Konstanz und Umgebung ermittelt.
2024 wurde eine Fortsetzung der Reihe  Seeland unter dem Arbeitstitel Identität – Ein Krimi vom Bodensee gedreht.  Bei den Dreharbeiten brach Julian Bayer sich die Schulter. Durch eine Änderung im Drehbuch konnte der Film aber trotzdem fertig gestellt werden.
Brisant hat über den Vorfall berichtet.
Außerdem arbeitet Julian Bayer als Synchronsprecher.
Julian Bayer ist der Sohn des Schauspielers Hans Bayer und wohnt im Münchner Stadtteil Sendling. Im September 2021 heiratete er die Schauspielerin und Sängerin Judith Peres.

## Filmbiografie (Auswahl)
- 2012: Antiheld (Kurzfilm)
- 2012: Final Picture (Kurzfilm)
- 2013: Dahoam is Dahoam
- 2013: Porsche – The Invitation (Kurzfilm)
- 2013: The Final Resort (Kurzfilm)
- 2014: SOKO 5113 – Die schwarze Acht
- 2014: Wasser und Sahne (Kurzfilm)
- 2015: Unter uns
- 2015: Unter Gaunern – Das kleine Biest
- 2015–2017: Alles was zählt
- 2016: Der kleine Laden (Kurzfilm)
- 2018: Der Alte – Wer bremst, hat verloren
- 2018: Das Leben in mir (Kurzfilm)
- 2018: Aktenzeichen XY … ungelöst
- 2018: WaPo Bodensee – Straußenjagd
- 2019: Watzmann ermittelt – Der Tote von der Bobbahn
- 2020: Die Rosenheim-Cops – Der neue Mann
- 2020: Kreuzfahrt ins Glück – Hochzeitsreise an der Ostsee
- 2022: Der Bergdoktor – Kalte Stille
- 2022: Seeland – Ein Krimi vom Bodensee
- 2023: Kommissarin Lucas – Du bist mein (Fernsehreihe)
- 2025: Sturm der Liebe (Fernsehserie)

## Theater
- 2012: König Lear, Rolle: Edgar, Regie: Yvonne Brosch, Stadttheater Weilheim
- 2012–2013: Die Feuerzangenbowle, Rolle: Rosen, Regie: Karl Absenger, Komödie im Bayerischen Hof
- 2013: Ein Sommernachtstraum, Rolle: Demetrius, Regie: Martin Böhnlein, Festspiele Heppenheim[10]
- 2013–2014: Mr. und Mrs. Nobel, Rolle: Baron Arthur von Suttner, Regie: Werner Haindl, Tourneetheater A.gon[11]
- 2014–2015: Jeder stirbt für sich allein, Rolle: Baldur Persicke, Regie: Volkmar Kamm, Altes Schauspielhaus Stuttgart/Landgraf[12]
- 2015: Brandner Kasper, Rolle: Florian, Regie: Johannes Kaetzler, Kreuzgangspiele Feuchtwangen[13]

## Synchronsprecher
- seit 2022: House of the Dragon als Larys Kraft (Larys Strong)